# Rajmundów
Rajmundów – wieś sołecka w Polsce, położona w województwie łódzkim, w powiecie kutnowskim, w gminie Łanięta.
| SIMC    | Nazwa           | Rodzaj    |
| ------- | --------------- | --------- |
| 0569250 | Łanięta-Kolonia | część wsi |

W latach 1975–1998 wieś administracyjnie należała do województwa płockiego.
Jej powierzchnia wynosi 269,4 ha, a w 2015 roku zamieszkiwało ją 115 osób.